# 岡山地方気象台
岡山地方気象台（おかやまちほうきしょうだい）は、岡山県岡山市北区にある地方気象台。大阪管区気象台の管轄である。

## 概要
岡山県内の気象業務を総括しており、業務内容は、地上気象観測、生物季節観測、地域気象観測（アメダス）、予報業務、地震情報・防災・広報業務などである。
　

## 所在地
〒700-0984:岡山市北区桑田町1番36号 岡山地方合同庁舎5階

## 沿革
- 1890年（明治23年）11月15日 - 岡山市内山下の旧岡山城郭内に岡山県立測候所として開設。
- 1896年（明治29年）6月1日 - 岡山市内山下58番地に移転。
- 1938年（昭和13年）10月1日 - 国営移管となり、岡山測候所と改称。
- 1949年（昭和24年）4月16日 - 岡山市津島桑の木町に移転。
- 1957年（昭和32年）9月1日 - 岡山地方気象台と改称。
- 1982年（昭和57年）10月1日 - 岡山市桑田町1番36号 岡山地方合同庁舎5階の現在地に移転。

## 天気予報区分
岡山県南部
- 岡山 - 岡山市・瀬戸内市・玉野市・加賀郡吉備中央町
- 東備 - 赤磐市・備前市・和気郡和気町
- 倉敷 - 倉敷市・総社市・都窪郡早島町
- 井笠 - 井原市・笠岡市・浅口市・浅口郡里庄町・小田郡矢掛町
- 高梁 - 高梁市

岡山県北部
- 新見 - 新見市
- 真庭 - 真庭市・真庭郡新庄村
- 津山 - 津山市・久米郡（久米南町・美咲町）・苫田郡鏡野町
- 勝英 - 美作市・英田郡西粟倉村・勝田郡（勝央町・奈義町）